# Червонокутська сільська рада (Жашківський район)
Червоноку́тська сільська́ ра́да — колишня адміністративно-територіальна одиниця та орган місцевого самоврядування в Уманському районі Черкаської області. Адміністративний центр — село Червоний Кут.

## Загальні відомості
- Населення ради: 1 457 осіб (станом на 2001 рік)

## Населені пункти
Сільській раді були підпорядковані населені пункти:
- с. Червоний Кут

## Склад ради
Рада складалась з 16 депутатів та голови.
- Голова ради: Гоменюк Людмила Вікторівна
- Секретар ради: Кухар Людмила Вікторівна

### Керівний склад попередніх скликань
| Прізвище, ім'я, по батькові | Основні відомості                                                                       | Дата обрання | Дата звільнення |
| --------------------------- | --------------------------------------------------------------------------------------- | ------------ | --------------- |
| Гоменюк Людмила Вікторівна  | Сільський голова, 1971 року народження, освіта вища, член Соціалістичної партії України | 26.03.2006   | 31.10.2010      |
| Гоменюк Людмила Вікторівна  | Сільський голова, 1971 року народження, освіта вища, позапартійна                       | 31.10.2010   |                 |

Примітка: таблиця складена за даними сайту Верховної Ради України

### Депутати
За результатами місцевих виборів 2010 року депутатами ради стали:

#### За суб'єктами висування
| Суб'єкт висування | Кількість обраних депутатів | %  |
| ----------------- | --------------------------- | -- |
| Самовисування     | 12                          | 75 |
| Партія регіонів   | 4                           | 25 |

#### За округами
| № округу        | Прізвище, ім'я, по батькові   | Дата визнання обраним | Освіта  | Партійна приналежність             | Відомості про обраного депутата |
| --------------- | ----------------------------- | --------------------- | ------- | ---------------------------------- | --- |
| Партія регіонів |                               |                       |         |                                    | |
| 4               | Бойко Катерина Іванівна       | 05.11.2010            | вища    | позапартійна                       | тимчасово не працює |
| 11              | Кловак Світлана Володимирівна | 05.11.2010            | середня | позапартійна                       | Червонокутська медамбулаторія сімейної медицинис. Червоний Кут Жашківський р-н Черкаська обл., реєстратор                             |
| 12              | Буснюк Наталія Олексіївна     | 05.11.2010            | середня | позапартійна                       | поштове відділення с. Червоний Кут Жашківський р-н Черкаська обл., поштар                                                             |
| 16              | Юрчак Галина Степанівна       | 05.11.2010            | середня | позапартійна                       | Поштове відділення с. Червоний Кут Жашківський р-н. Черкаська обл., начальник відділення                                              |
| Самовисування   |                               |                       |         |                                    | |
| 1               | Гаврилюк Лідія Феодосіївна    | 05.11.2010            | середня | член Соціалістичної партії України | тимчасово не працює |
| 2               | Родак Анатолій Михайлович     | 05.11.2010            | середня | позапартійний                      | ПП "Референт"місто Жашків, водій |
| 3               | Кухар Людмила Вікторівна      | 05.11.2010            | середня | позапартійна                       | Червонокутська сільсь ка рада Жашківський р-н Черкаська обл., секретар сільської ради                                                 |
| 5               | Скворцов Андрій Степанович    | 05.11.2010            | середня | позапартійний                      | тимчасово не працює |
| 6               | Упатова Олена Георгіївна      | 05.11.2010            | вища    | позапартійна                       | ПСП « Аскольд-Агро» с. Нова Гребля Жашківський р-н Черкаська обл., економіст                                                          |
| 7               | Остапчук Валерій Григорович   | 05.11.2010            | середня | член Соціалістичної партії України | ТОВ "Березино"С.Червоний Кут Жашківський р-н Черкаська обл., заправщиу                                                                |
| 8               | Гриценко Микола Григорович    | 05.11.2010            | середня | позапартійний                      | тимчасово не працює |
| 9               | Євтушенко Іван Миколайович    | 05.11.2010            | середня | позапартійний                      | ТОВ "Березино"с. Червоний Кут Жашківський р-н Черкаська обл., водій                                                                   |
| 10              | Лахманюк Людмила Петрівна     | 05.11.2010            | середня | позапартійна                       | ТОВ "Березино"с. Червоний Кут Жашківський р-н Черкаська обл., різноробача                                                             |
| 13              | Слабенко Надія Василівна      | 05.11.2010            | вища    | позапартійна                       | Червонокутська загальноосвітня школа І-ІІІст. с. Червоний Кут Жашківський р-н Черкаська обл., заступник директора з навчальної роботи |
| 14              | Ященко Віктор Андрійович      | 05.11.2010            | середня | позапартійний                      | ПП "Референт"м. ЖашківЧеркаської області, електрик                                                                                    |
| 15              | Грабовий Іван Іванович        | 05.11.2010            | вища    | позапартійний                      | тимчасово не працює |